# Göteborgs inlopp

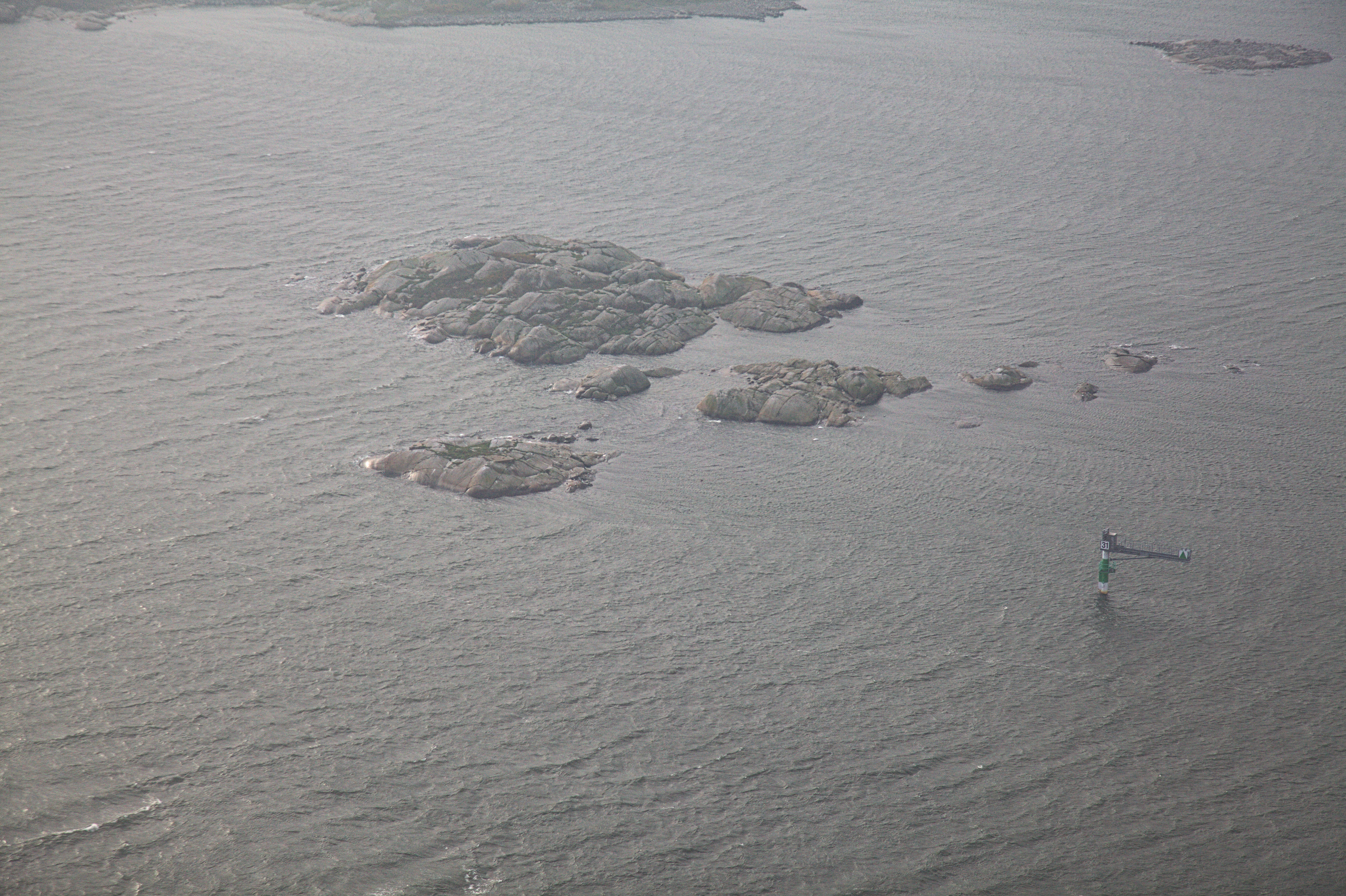
Hundeskär och en av fyrarna i Göteborgs inlopp.

Göteborgs inlopp är den inofficiella benämningen för ett vattenområde i Göteborg. Göteborgs inlopp är den huvudsakliga farleden från Västerhavet till Göteborgs hamnar.